# Carrière d'honneur - Retirada
Singles
1. B.M
Sortie : 13 juillet 2016

Carrière d'honneur - Retirada est le premier album studio du chanteur congolais Héritier Watanabe, sorti le 10 novembre 2016 sur Obouo Music et distribué par Because Music.

## Genèse
En 2015, après avoir quitté Wenge MMM et signé chez le producteur ivoirien David Monsoh, Héritier Watanabe commence l'enregistrement de l'album. Il donne très peu d'information dessus mais au fil du temps, il annonce que l'album contient des featuring ainsi des titres en lingala, français et portugais. La date de la sortie de l'album est mainte fois reportée. Une première date est annoncée le 29 août 2016 (le jour de son anniversaire). Mais finalement, le 17 octobre 2016, il publie la pochette de l'album et dévoile ainsi la date de sortie étant fixée au 10 novembre 2016.

## Composition et production
Retirada provient de l'espagnol et signifierait "se retirer", "retiré", ce qui correspond à Héritier Watanabe puisqu'il dit "qu'il s'est retiré de Wenge Musica Maison Mère". Il était prévu premièrement que l'album se nomme seulement Retirada mais le producteur David Monsoh a préféré ajouter "Carrière d'honneur" car il estimait que « c'est une nouvelle carrière, une nouvelle vie qui commence pour lui ».
Sur l'album on retrouve trois collaborations. La première avec une chanteuse nommé Jack'Lov, inconnu du public mais qu'Héritier Watanabe aurait connu dans un institut musical du Congo, sur le titre Abeti faux, la deuxième avec le chanteur sénégalais Wally Ballago Seck sur le titre Give Me et la dernière avec le rappeur français Fababy sur le titre Cala Boca.[réf. nécessaire].
L'album sort en version physique et digitale. Un CD ne pouvant excéder 80 minutes, seulement quatorze titres sur vingt-deux enregistrés seront placés sur le support physique. La version digitale est quant à elle divisé en deux volumes contenant chacun onze titres dont ceux qui n'ont pas pu apparaître sur le CD tel que D de D (version longue), Roi Salomon, Je suis jeune je suis wata, Cure d'âme, Toure ya Gaga, De Luxembourg, Carrière d'Honneur, et Magastar.

## Promotion
Le premier extrait, B.M, est sorti le 13 juillet 2016 et n'a été annoncé que quelques jours auparavant. Le clip sort le même jour et atteint 100 000 vues sur Youtube en moins de 24 heures, aujourd'hui dépassant les dix millions de vues.
Le 31 octobre 2016, il sort le deuxième extrait du projet, Retirada, qui est le premier générique de l'album
Il tient une conférence de presse le 8 novembre 2016 à Paris, deux jours avant la sortie de l'album où il annonce qu'un concert est prévu le 15 juillet 2017 à l'Olympia de Paris.
Le 10 novembre 2016, le jour de la sortie de l'album, il sort un troisième extrait nommé D de D qui reçoit des avis positifs dû à la qualité du clip ainsi qu'à la qualité artistique qu'Héritier a mis en avant et qui se démarque de son passé avec Wenge Musica Maison Mère.
Le même jour, il présente son album sur la radio Radio France internationale dans l'émission Couleurs Tropicales de Claudy Siar où il interprète B.M, D de D ainsi que Give Me.
Une soirée de gala est organisée le 10 février 2017 au Béatrice Hotel de Kinshasa pour la présentation officielle de l'album avec un prix minimum de 50 $ ainsi que de 100 $ pour les places VIP.

## Clips vidéos
- B.M, dévoilé le 13 juillet 2016.
- Retirada, dévoilé le 31 octobre 2016.
- D de D, dévoilé le 10 novembre 2016.
- Abeti faux, dévoilé le 13 décembre 2016.
- Carrière d'honneur, dévoilé le 3 janvier 2017.
- Je suis jeune je suis wata, dévoilé le 20 janvier 2017.
- Tout en noir, dévoilé le 3 février 2017.
- J'aime mon mari, dévoilé le 29 mars 2017.
- Marlène de Rêve, dévoilé le 28 avril 2017.
- Give Me, dévoilé le 8 juin 2017.
- Cosa Nostra, dévoilé le 7 juillet 2017.
- Affection, dévoilé le 4 août 2017.
- Brusquement, dévoilé le 20 octobre 2017.
- Toure ya Gaga, dévoilé le 10 novembre 2017.
- Magastar, dévoilé le 8 janvier 2018.
- Roi Salomon, dévoilé le 3 mars 2018.
- Bondela Jires, dévoilé le 20 avril 2018.
- De Luxembourg, dévoilé le 27 juillet 2018.
- Cure d'âme, dévoilé le 19 octobre 2018.

## Liste des pistes
| Version standard (CD) | Version standard (CD)                  | Version standard (CD) | Version standard (CD) | Version standard (CD) | Version standard (CD) | Version standard (CD) | Version standard (CD) | Version standard (CD) | Version standard (CD) |
| No                    | Titre                                  | Durée                 |                       |                       |                       |                       |                       |                       |                       |
| --------------------- | -------------------------------------- | --------------------- | --------------------- | --------------------- | --------------------- | --------------------- | --------------------- | --------------------- | --------------------- |
| 1.                    | Tout en noir                           | 6:00                  |                       |                       |                       |                       |                       |                       |                       |
| 2.                    | Retirada                               | 6:03                  |                       |                       |                       |                       |                       |                       |                       |
| 3.                    | D de D                                 | 4:55                  |                       |                       |                       |                       |                       |                       |                       |
| 4.                    | Adrénaline                             | 3:29                  |                       |                       |                       |                       |                       |                       |                       |
| 5.                    | Abeti faux (featuring Jack'Lov)        | 6:24                  |                       |                       |                       |                       |                       |                       |                       |
| 6.                    | B.M                                    | 6:40                  |                       |                       |                       |                       |                       |                       |                       |
| 7.                    | Affection                              | 7:13                  |                       |                       |                       |                       |                       |                       |                       |
| 8.                    | Cosa Nostra                            | 4:59                  |                       |                       |                       |                       |                       |                       |                       |
| 9.                    | Bondela Jires                          | 6:47                  |                       |                       |                       |                       |                       |                       |                       |
| 10.                   | Give Me (featuring Wally Ballago Seck) | 3:34                  |                       |                       |                       |                       |                       |                       |                       |
| 11.                   | Marlène de rêve                        | 6:46                  |                       |                       |                       |                       |                       |                       |                       |
| 12.                   | J'aime mon mari                        | 7:14                  |                       |                       |                       |                       |                       |                       |                       |
| 13.                   | Cala Boca (featuring Fababy)           | 3:10                  |                       |                       |                       |                       |                       |                       |                       |
| 14.                   | Brusquement                            | 6:29                  |                       |                       |                       |                       |                       |                       |                       |
| 79:49                 |                                        |                       |                       |                       |                       |                       |                       |                       |                       |

| Carrière d'honneur - Retirada Vol.1 (Version digital) | Carrière d'honneur - Retirada Vol.1 (Version digital) | Carrière d'honneur - Retirada Vol.1 (Version digital) | Carrière d'honneur - Retirada Vol.1 (Version digital) | Carrière d'honneur - Retirada Vol.1 (Version digital) | Carrière d'honneur - Retirada Vol.1 (Version digital) | Carrière d'honneur - Retirada Vol.1 (Version digital) | Carrière d'honneur - Retirada Vol.1 (Version digital) | Carrière d'honneur - Retirada Vol.1 (Version digital) | Carrière d'honneur - Retirada Vol.1 (Version digital) |
| No                                                    | Titre                                                 | Durée                                                 |                                                       |                                                       |                                                       |                                                       |                                                       |                                                       |                                                       |
| ----------------------------------------------------- | ----------------------------------------------------- | ----------------------------------------------------- | ----------------------------------------------------- | ----------------------------------------------------- | ----------------------------------------------------- | ----------------------------------------------------- | ----------------------------------------------------- | ----------------------------------------------------- | ----------------------------------------------------- |
| 1.                                                    | Tout en noir                                          | 6:00                                                  |                                                       |                                                       |                                                       |                                                       |                                                       |                                                       |                                                       |
| 2.                                                    | Retirada                                              | 6:03                                                  |                                                       |                                                       |                                                       |                                                       |                                                       |                                                       |                                                       |
| 3.                                                    | D de D                                                | 7:34                                                  |                                                       |                                                       |                                                       |                                                       |                                                       |                                                       |                                                       |
| 4.                                                    | Adrénaline                                            | 3:29                                                  |                                                       |                                                       |                                                       |                                                       |                                                       |                                                       |                                                       |
| 5.                                                    | Abeti faux (featuring Jack'Lov)                       | 6:24                                                  |                                                       |                                                       |                                                       |                                                       |                                                       |                                                       |                                                       |
| 6.                                                    | B.M                                                   | 6:40                                                  |                                                       |                                                       |                                                       |                                                       |                                                       |                                                       |                                                       |
| 7.                                                    | Affection                                             | 7:13                                                  |                                                       |                                                       |                                                       |                                                       |                                                       |                                                       |                                                       |
| 8.                                                    | Cosa Nostra                                           | 4:59                                                  |                                                       |                                                       |                                                       |                                                       |                                                       |                                                       |                                                       |
| 9.                                                    | Bondela Jires                                         | 6:47                                                  |                                                       |                                                       |                                                       |                                                       |                                                       |                                                       |                                                       |
| 10.                                                   | Give Me (featuring Wally Ballago Seck)                | 3:34                                                  |                                                       |                                                       |                                                       |                                                       |                                                       |                                                       |                                                       |
| 11.                                                   | Roi Salomon                                           | 7:37                                                  |                                                       |                                                       |                                                       |                                                       |                                                       |                                                       |                                                       |
| 66:26                                                 |                                                       |                                                       |                                                       |                                                       |                                                       |                                                       |                                                       |                                                       |                                                       |

| Carrière d'honneur - Retirada Vol.2 (Version digital) | Carrière d'honneur - Retirada Vol.2 (Version digital) | Carrière d'honneur - Retirada Vol.2 (Version digital) | Carrière d'honneur - Retirada Vol.2 (Version digital) | Carrière d'honneur - Retirada Vol.2 (Version digital) | Carrière d'honneur - Retirada Vol.2 (Version digital) | Carrière d'honneur - Retirada Vol.2 (Version digital) | Carrière d'honneur - Retirada Vol.2 (Version digital) | Carrière d'honneur - Retirada Vol.2 (Version digital) | Carrière d'honneur - Retirada Vol.2 (Version digital) |
| No                                                    | Titre                                                 | Durée                                                 |                                                       |                                                       |                                                       |                                                       |                                                       |                                                       |                                                       |
| ----------------------------------------------------- | ----------------------------------------------------- | ----------------------------------------------------- | ----------------------------------------------------- | ----------------------------------------------------- | ----------------------------------------------------- | ----------------------------------------------------- | ----------------------------------------------------- | ----------------------------------------------------- | ----------------------------------------------------- |
| 1.                                                    | Marlène de rêve                                       | 6:46                                                  |                                                       |                                                       |                                                       |                                                       |                                                       |                                                       |                                                       |
| 2.                                                    | Je suis jeune je suis Wata                            | 7:05                                                  |                                                       |                                                       |                                                       |                                                       |                                                       |                                                       |                                                       |
| 3.                                                    | J'aime mon mari                                       | 7:14                                                  |                                                       |                                                       |                                                       |                                                       |                                                       |                                                       |                                                       |
| 4.                                                    | Cala Boca (featuring Fababy)                          | 3:10                                                  |                                                       |                                                       |                                                       |                                                       |                                                       |                                                       |                                                       |
| 5.                                                    | D de D (Radio Edit)                                   | 4:55                                                  |                                                       |                                                       |                                                       |                                                       |                                                       |                                                       |                                                       |
| 6.                                                    | Cure d'âme                                            | 7:01                                                  |                                                       |                                                       |                                                       |                                                       |                                                       |                                                       |                                                       |
| 7.                                                    | Touré ya Gaga                                         | 7:36                                                  |                                                       |                                                       |                                                       |                                                       |                                                       |                                                       |                                                       |
| 8.                                                    | De Luxembourg                                         | 7:27                                                  |                                                       |                                                       |                                                       |                                                       |                                                       |                                                       |                                                       |
| 9.                                                    | Carrière d'honneur                                    | 10:14                                                 |                                                       |                                                       |                                                       |                                                       |                                                       |                                                       |                                                       |
| 10.                                                   | Magastar                                              | 7:32                                                  |                                                       |                                                       |                                                       |                                                       |                                                       |                                                       |                                                       |
| 11.                                                   | Brusquement                                           | 6:29                                                  |                                                       |                                                       |                                                       |                                                       |                                                       |                                                       |                                                       |
| 75:30                                                 |                                                       |                                                       |                                                       |                                                       |                                                       |                                                       |                                                       |                                                       |                                                       |

## Réception

### Accueil commercial
Dans le classement des albums les plus téléchargés de la semaine du 11 novembre, effectué par la SNEP Héritier se classe 137e sur 200 avec le volume 1 de l'album et 154e avec le volume 2. Début janvier, les producteurs de l'album indique que plus de 20 000 exemplaires ont été vendus.

## Classements hebdomadaires
| Classements (2016) | Meilleure position |
| ------------------ | ------------------ |
| France (SNEP)      | 127                |
| France (SNEP)      | 124                |